# Ibeas de Juarros
Pour les articles homonymes, voir Juarros.
Ibeas de Juarros est un municipio (canton ou municipalité) de la comarca (communauté historique ou pays ou comté) de l'Arlanzón, dans la communauté autonome de Castille-et-León, province de Burgos, située dans le Nord de l’Espagne. C'est aussi le nom du cabecero (chef-lieu) du municipio
La population du municipio était de 1 398 habitants en 2010.
Le Camino francés du Pèlerinage de Saint-Jacques-de-Compostelle, dans une variante sud de san Juan de Ortega à Burgos par Castrillo del Val, passe par cette ville.

## Géographie
Ibeas de Juarros est à 14 km à l'est de Burgos.

## Administration
Le municipio de Ibeas de Juarros regroupe les localités suivantes, classées par ordre alphabétqiue :
- Cabañas de Juarros,
- Cueva de Juarros,
- Cuzcurrita de Juarros,
- Espinosa de Juarros,
- Ibeas de Juarros (chef-lieu)
- Matalindo,
- Modúbar de San Cibrián,
- Mozoncillo de Juarros,
- Salgüero de Juarros,
- San Millán de Juarros,
- Santa Cruz de Juarros (es).

## Culture et patrimoine

### Pèlerinage de Compostelle
Sur le Camino francés du Pèlerinage de Saint-Jacques-de-Compostelle, on vient de Zalduendo sur la variante sud de San Juan de Ortega à Burgos par Castrillo del Val.
La prochaine halte est Castrillo del Val à l'ouest, sur la même variante.

## Sources et références
- (es) Cet article est partiellement ou en totalité issu de l’article de Wikipédia en espagnol intitulé « Ibeas de Juarros » (voir la liste des auteurs).
- Grégoire, J.-Y. & Laborde-Balen, L., « Le Chemin de Saint-Jacques en Espagne - De Saint-Jean-Pied-de-Port à Compostelle - Guide pratique du pèlerin », Rando Éditions, mars 2006,  (ISBN 978-2-84182-224-9)
- « Camino de Santiago St-Jean-Pied-de-Port - Santiago de Compostela », Michelin et Cie, Manufacture Française des Pneumatiques Michelin, Paris, 2009,  (ISBN 978-2-06-714805-5)
- « Le Chemin de Saint-Jacques Carte Routière », Junta de Castilla y León, Editorial Everest